# Equació d'ones electromagnètiques no homogènies
En electromagnetisme i aplicacions, una equació d'ona electromagnètica no homogènia, o equació d'ona electromagnètica heterogènia, és una d'un conjunt d'equacions d'ona que descriuen la propagació d'ones electromagnètiques generades per càrregues i corrents font diferents de zero. Els termes font de les equacions d'ona fan que les equacions diferencials parcials siguin no homogènies, si els termes font són zero, les equacions es redueixen a les equacions d'ones electromagnètiques homogènies. Les equacions segueixen de les equacions de Maxwell.

## Equacions de Maxwell
Com a referència, les equacions de Maxwell es resumeixen a continuació en unitats SI i unitats gaussianes. Regeixen el camp elèctric E i el camp magnètic B a causa d'una densitat de càrrega font ρ i una densitat de corrent J:
| Nom                                                     | Unitats SI | Unitats gaussianes |
| ------------------------------------------------------- | --- | --- |
| llei de Gauss                                           | {\displaystyle \nabla \cdot \mathbf {E} ={\frac {\rho }{\varepsilon _{0}}}}                                                              | {\displaystyle \nabla \cdot \mathbf {E} =4\pi \rho }                                                                                |
| Llei de Gauss per al magnetisme                         | {\displaystyle \nabla \cdot \mathbf {B} =0}                                                                                              | {\displaystyle \nabla \cdot \mathbf {B} =0}                                                                                         |
| Equació de Maxwell-Faraday (llei d'inducció de Faraday) | {\displaystyle \nabla \times \mathbf {E} =-{\frac {\partial \mathbf {B} }{\partial t}}}                                                  | {\displaystyle \nabla \times \mathbf {E} =-{\frac {1}{c}}{\frac {\partial \mathbf {B} }{\partial t}}}                               |
| Llei circuital d'Ampère (amb l'addició de Maxwell)      | {\displaystyle \nabla \times \mathbf {B} =\mu _{0}\left(\mathbf {J} +\varepsilon _{0}{\frac {\partial \mathbf {E} }{\partial t}}\right)} | {\displaystyle \nabla \times \mathbf {B} ={\frac {1}{c}}\left(4\pi \mathbf {J} +{\frac {\partial \mathbf {E} }{\partial t}}\right)} |

on ε0 és la permitivitat al buit i μ0 és la permeabilitat al buit. Al llarg, la relació {\displaystyle \varepsilon _{0}\mu _{0}={\dfrac {1}{c^{2}}}} també s'utilitza.

## Unitats SI

### Camps E i B
es equacions de Maxwell poden donar directament equacions d'ona no homogènies per al camp elèctric E i el camp magnètic B. Substituint la llei de Gauss per a l'electricitat i la llei d'Ampère en el rínxol de la llei d'inducció de Faraday i utilitzant el rínxol de la identitat del rínxol ∇ × (∇ × X) = ∇(∇ ⋅ X) − ∇2X (L'últim terme al costat dret hi ha el vector laplacià, no laplacià aplicat a funcions escalars.) dóna l'equació d'ona per al camp elèctric E: {\displaystyle {\dfrac {1}{c^{2}}}{\dfrac {\partial ^{2}\mathbf {E} }{\partial t^{2}}}-\nabla ^{2}\mathbf {E} =-\left({\dfrac {1}{\varepsilon _{0}}}\nabla \rho +\mu _{0}{\dfrac {\partial \mathbf {J} }{\partial t}}\right)\,.}
De la mateixa manera, substituint la llei de Gauss pel magnetisme en el rínxol de la llei de circuits d'Ampère (amb el terme addicional dependent del temps de Maxwell), i utilitzant el rínxol de la identitat del rínxol, es dóna l'equació d'ona per al camp magnètic B: {\displaystyle {\dfrac {1}{c^{2}}}{\dfrac {\partial ^{2}\mathbf {B} }{\partial t^{2}}}-\nabla ^{2}\mathbf {B} =\mu _{0}\nabla \times \mathbf {J} \,.}Els costats esquerres de cada equació corresponen al moviment de l'ona (l'operador D'Alembert que actua sobre els camps), mentre que els costats de la dreta són les fonts d'ona. Les equacions impliquen que es generen ones EM si hi ha gradients en densitat de càrrega ρ, circulacions en densitat de corrent J, densitat de corrent variable en el temps o qualsevol barreja d'aquests.
Aquestes formes de les equacions d'ona no s'utilitzen sovint a la pràctica, ja que els termes font són incòmodament complicats. Una formulació més senzilla que es troba més freqüentment a la literatura i que s'utilitza en teoria utilitza la formulació del potencial electromagnètic, que es presenta a continuació.

### Camps potencials A iφ
Introduïm el potencial elèctric φ (un potencial escalar) i el potencial magnètic A (un potencial vectorial) definits a partir dels camps E i B per: {\displaystyle \mathbf {E} =-\nabla \varphi -{\frac {\partial \mathbf {A} }{\partial t}}\,,\quad \mathbf {B} =\nabla \times \mathbf {A} \,.}Les quatre equacions de Maxwell en el buit amb càrrega ρ i fonts de corrent J es redueixen a dues equacions, la llei de Gauss per a l'electricitat és: {\displaystyle \nabla ^{2}\varphi +{\frac {\partial }{\partial t}}\left(\nabla \cdot \mathbf {A} \right)=-{\frac {1}{\varepsilon _{0}}}\rho \,,} on {\displaystyle \nabla ^{2}} aquí hi ha el Laplacià aplicat a funcions escalars, i la llei d'Ampère-Maxwell és: {\displaystyle \nabla ^{2}\mathbf {A} -{\frac {1}{c^{2}}}{\frac {\partial ^{2}\mathbf {A} }{\partial t^{2}}}-\nabla \left({\frac {1}{c^{2}}}{\frac {\partial \varphi }{\partial t}}+\nabla \cdot \mathbf {A} \right)=-\mu _{0}\mathbf {J} \,} on {\displaystyle \nabla ^{2}} aquí hi ha el vector laplacià aplicat a camps vectorials. Els termes font ara són molt més simples, però els termes onades són menys evidents. Com que els potencials no són únics, però tenen lliberta de gauge, aquestes equacions es poden simplificar mitjançant la fixació de gauge. Una opció comuna és la condició de mesura de Lorenz: {\displaystyle {\frac {1}{c^{2}}}{\frac {\partial \varphi }{\partial t}}+\nabla \cdot \mathbf {A} =0}Aleshores, les equacions d'ona no homogènies es tornen desacoblades i simètriques en els potencials: {\displaystyle {\begin{aligned}\nabla ^{2}\varphi -{\frac {1}{c^{2}}}{\frac {\partial ^{2}\varphi }{\partial t^{2}}}&=-{\frac {1}{\varepsilon _{0}}}\rho \,,\\[2.75ex]\nabla ^{2}\mathbf {A} -{\frac {1}{c^{2}}}{\frac {\partial ^{2}\mathbf {A} }{\partial t^{2}}}&=-\mu _{0}\mathbf {J} \,.\end{aligned}}}Com a referència, en unitats cgs aquestes equacions són {\displaystyle {\begin{aligned}\nabla ^{2}\varphi -{\frac {1}{c^{2}}}{\frac {\partial ^{2}\varphi }{\partial t^{2}}}&=-4\pi \rho \\[2ex]\nabla ^{2}\mathbf {A} -{\frac {1}{c^{2}}}{\frac {\partial ^{2}\mathbf {A} }{\partial t^{2}}}&=-{\frac {4\pi }{c}}\mathbf {J} \end{aligned}}} amb la condició de mesura de Lorenz {\displaystyle {\frac {1}{c}}{\frac {\partial \varphi }{\partial t}}+\nabla \cdot \mathbf {A} =0\,.}

## Solucions de l'equació d'ones electromagnètiques no homogènies

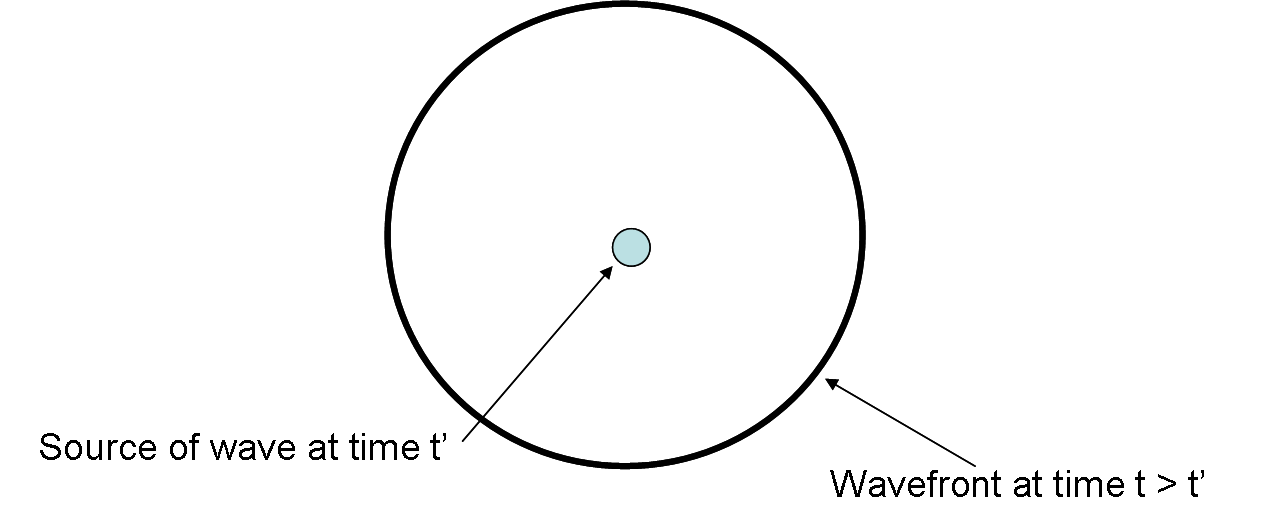
Ona esfèrica retardada. La font de l'ona es produeix en el temps t'. El front d'ona s'allunya de la font a mesura que augmenta el temps per t > t'. Per a solucions avançades, el front d'ona es mou cap enrere en el temps des de la font t < t'.

En el cas que no hi hagi límits al voltant de les fonts, les solucions (unitats cgs) de les equacions d'ona no homogènies són {\displaystyle \varphi (\mathbf {r} ,t)=\int {\frac {\delta \left(t'+{\frac {1}{c}}{\left|\mathbf {r} -\mathbf {r} '\right|}-t\right)}{\left|\mathbf {r} -\mathbf {r} '\right|}}\rho (\mathbf {r} ',t')\,d^{3}\mathbf {r} 'dt'} i {\displaystyle \mathbf {A} (\mathbf {r} ,t)=\int {\frac {\delta \left(t'+{\frac {1}{c}}{\left|\mathbf {r} -\mathbf {r} '\right|}-t\right)}{\left|\mathbf {r} -\mathbf {r} '\right|}}{\frac {\mathbf {J} (\mathbf {r} ',t')}{c}}\,d^{3}\mathbf {r} 'dt'} on {\displaystyle \delta \left(t'+{\tfrac {1}{c}}{\left|\mathbf {r} -\mathbf {r} '\right|}-t\right)} és una funció delta de Dirac.
Aquestes solucions es coneixen com a potencials de mesura de Lorenz retardats. Representen una superposició d'ones de llum esfèriques que viatgen cap a l'exterior des de les fonts de les ones, del present al futur.
També hi ha solucions avançades (unitats cgs) {\displaystyle \varphi (\mathbf {r} ,t)=\int {\frac {\delta \left(t'-{\tfrac {1}{c}}{\left|\mathbf {r} -\mathbf {r} '\right|}-t\right)}{\left|\mathbf {r} -\mathbf {r} '\right|}}\rho (\mathbf {r} ',t')\,d^{3}\mathbf {r} 'dt'} i {\displaystyle \mathbf {A} (\mathbf {r} ,t)=\int {\frac {\delta \left(t'-{\tfrac {1}{c}}{\left|\mathbf {r} -\mathbf {r} '\right|}-t\right)}{\left|\mathbf {r} -\mathbf {r} '\right|}}{\mathbf {J} (\mathbf {r} ',t') \over c}\,d^{3}\mathbf {r} 'dt'\,.}Aquests representen una superposició d'ones esfèriques que viatgen del futur al present.